# Tri Nations 2007
Tri Nations 2007 war die zwölfte Ausgabe des jährlich stattfindenden Rugby-Union-Turniers Tri Nations. Zwischen dem 16. Juni und dem 21. Juli 2007 fanden sechs Spiele statt. Neuseeland gewann das Turnier zum achten Mal und verteidigte auch den Bledisloe Cup. Außerdem gewann das Team den Freedom Cup, während sich Australien die Mandela Challenge Plate sicherte. Im Gegensatz zum Vorjahr absolvierte jede Mannschaft zwei Spiele weniger, um im Hinblick auf die am 7. September beginnende Rugby-Union-Weltmeisterschaft 2007 genügend Vorbereitungszeit zu haben. Den Spielplan gestaltete man so, dass keine Mannschaft zwei Auswärtsspiele in Folge austragen musste.

## Tabelle
|    | Land       | Spiele | Siege | Unent. | Ndlg. | Spiel- punkte | Diff. | Bonus- punkte | Tabellen- punkte |
| -- | ---------- | ------ | ----- | ------ | ----- | ------------- | ----- | ------------- | ---------------- |
| 1. | Neuseeland | 4      | 3     | 0      | 1     | 100:59        | + 41  | 1             | 13               |
| 2. | Australien | 4      | 2     | 0      | 2     | 76:80         | - 4   | 1             | 9                |
| 3. | Südafrika  | 4      | 1     | 0      | 3     | 66:103        | - 37  | 1             | 5                |

## Ergebnisse
| 16. Juni 2007 15:00 SAST | Südafrika | 22 : 19         | Australien                                                                                          | Newlands Stadium, Kapstadt Zuschauer: 51.000 Schiedsrichter: Wayne Barnes (England) |
| 16. Juni 2007 15:00 SAST | Versuche: Fourie 15. erh. Erhöhungen: Montgomery (1/1) Straftritte: Montgomery (3/3) 3., 45., 53. Dropgoals: Steyn (2/2) 74., 77. | (10:16) Bericht | Versuche: Giteau 31. erh. Erhöhungen: Mortlock (1/1) Straftritte: Mortlock (4/4) 13., 29., 36., 44. | Newlands Stadium, Kapstadt Zuschauer: 51.000 Schiedsrichter: Wayne Barnes (England) |

| 23. Juni 2007 15:00 SAST | Südafrika | 21 : 26        | Neuseeland | Kings Park Stadium, Durban Zuschauer: 52.500 Schiedsrichter: Alain Rolland (Irland) |
| 23. Juni 2007 15:00 SAST | Versuche: Burger 40. n.erh. James 45. erh. Erhöhungen: Montgomery (1/2) Straftritte: Montgomery (2/2) 5., 66. Pienaar (1/1) 19. | (11:6) Bericht | Versuche: McCaw 69. erh. Rokocoko 71. erh. Erhöhungen: Carter (2/2) Straftritte: Carter (3/6) 31., 38., 55. Dropgoals: Mauger (1/1) 42. | Kings Park Stadium, Durban Zuschauer: 52.500 Schiedsrichter: Alain Rolland (Irland) |

| 30. Juni 2007 20:00 AEST | Australien | 20 : 15        | Neuseeland                                                                                        | Melbourne Cricket Ground, Melbourne Zuschauer: 79.322 Schiedsrichter: Marius Jonker (Südafrika) |
| 30. Juni 2007 20:00 AEST | Versuche: Ashley-Cooper 64. erh. Staniforth 71. erh. Erhöhungen: Giteau (2/2) Straftritte: Mortlock (2/4) 14., 19. | (6:15) Bericht | Versuche: Woodcock 3. erh. Gear 25. n.erh. Erhöhungen: Carter (1/2) Straftritte: Carter (1/2) 17. | Melbourne Cricket Ground, Melbourne Zuschauer: 79.322 Schiedsrichter: Marius Jonker (Südafrika) |

| 7. Juli 2007 20:00 AEST | Australien | 25 : 17         | Südafrika                                                                                               | Telstra Stadium, Sydney Zuschauer: 51.174 Schiedsrichter: Paul Honiss (Neuseeland) |
| 7. Juli 2007 20:00 AEST | Versuche: Gerrard 22. erh. Hoiles 42. erh. Giteau 55. n.erh. Erhöhungen: Mortlock (2/3) Straftritte: Mortlock (2/2) 37., 52. | (10:17) Bericht | Versuche: van Heerden 6. erh. Paulse 8. erh. Erhöhungen: Hougaard (2/2) Straftritte: Hougaard (1/3) 16. | Telstra Stadium, Sydney Zuschauer: 51.174 Schiedsrichter: Paul Honiss (Neuseeland) |

| 14. Juli 2007 19:35 NZST | Neuseeland | 33 : 6        | Südafrika                            | Jade Stadium, Christchurch Zuschauer: 28.000 Schiedsrichter: Stuart Dickinson (Australien) |
| 14. Juli 2007 19:35 NZST | Versuche: Leonard 69. erh. Evans 76. erh. Carter 80. erh. Erhöhungen: Carter (3/3) Straftritte: Carter (4/5) 9., 25., 53., 59. | (6:3) Bericht | Straftritte: Hougaard (2/3) 23., 46. | Jade Stadium, Christchurch Zuschauer: 28.000 Schiedsrichter: Stuart Dickinson (Australien) |

| 21. Juli 2007 19:35 NZST | Neuseeland                                                                                | 26 : 12        | Australien                                                            | Eden Park, Auckland Zuschauer: 45.000 Schiedsrichter: Nigel Owens (Wales) |
| 21. Juli 2007 19:35 NZST | Versuche: Woodcock 58. n.erh. Straftritte: Carter (7/7) 10., 28., 36., 39., 44., 52., 73. | (12:9) Bericht | Straftritte: Mortlock (3/3) 24., 33., 47. Dropgoals: Giteau (1/1) 25. | Eden Park, Auckland Zuschauer: 45.000 Schiedsrichter: Nigel Owens (Wales) |

## Statistik

### Meiste erzielte Versuche
|    | Name          | Versuche | Land       |
| -- | ------------- | -------- | ---------- |
| 1. | Matt Giteau   | 2        | Australien |
| 1. | Tony Woodcock | 2        | Neuseeland |

### Meiste erzielte Punkte
|    | Name              | Punkte | Land       |
| -- | ----------------- | ------ | ---------- |
| 1. | Daniel Carter     | 62     | Neuseeland |
| 2. | Stirling Mortlock | 39     | Australien |
| 3. | Percy Montgomery  | 19     | Südafrika  |